# ヘンリク1世
ヘンリク1世ブロダティ（Henryk I Brodaty, 1163年 - 1238年3月19日）は、ポーランド大公（在位：1232年 - 1238年）。ヴロツワフ公ボレスワフ1世ヴィソキと2番目の妃クリスティナの息子。オポーレ公ヤロスワフの異母弟。顎鬚公（the Bearded 波：Brodaty）と称された。

## 生涯
内政を重点的に行い、ポーランド領内へのドイツ人の植民を積極的に奨励した。その結果、ヘンリク1世が治めていたシロンスク（シレジア、シュレージエン）地方の文化・経済は大いに発展する。後にこの強大になった勢力を背景に、クラクフ侯などを兼ね、実質的なポーランド王として君臨した。これらの所領は息子のヘンリク2世に受け継がれた。
妃ヤドヴィガはシロンスクの守護聖人とされている。
| 先代 ボレスワフ1世ヴィソキ       | ヴロツワフ公 1201年 - 1238年                        | 次代 ヘンリク2世ポボジュヌィ                            |
| 先代 ボレスワフ1世ヴィソキ       | オポーレ公 1201年 - 1202年                          | 次代 ミェシュコ1世プロントノギ                          |
| 先代 ヴワディスワフ3世ラスコノギ | カリシュ公 1206年 - 1207年                          | 次代 ヴワディスワフ・オドニツ                           |
| 先代 ヴワディスワフ・オドニツ    | カリシュ公 1234年                                   | 次代 ミェシュコ2世オティウィ ヴワディスワフ・オポルスキ |
| 先代 コンラト1世                 | ポーランド大公 1232年 - 1238年                      | 次代 ヘンリク2世ポボジュヌィ                            |
| 先代 ヴワディスワフ・オドニツ    | ヴィエルコポルスカ公 （南西部のみ） 1234年 - 1238年 | 次代 ヘンリク2世ポボジュヌィ                            |